# Lithops hermetica
Lithops hermetica es una especie de planta suculenta perteneciente a la familia  Aizoaceae. Es endémica de Namibia. Se hábitat natural son los desiertos rocosos y fríos. Está tratada en peligro de extinción por pérdida de hábitat.

## Descripción
Esta especie es conocida sólo en una meseta en una zona minera de diamantes, restringida, pero hay probablemente al menos dos subpoblaciones. El rango está restringido (extensión de la presencia estimada en <100 km ²) y el tamaño de la población se sospecha que es <2,000. La población se cree que es actualmente estable, sin embargo, la planta es muy buscada y la recolección de plantas vivas y semillas no se puede descartar como una amenaza. 

## Taxonomía
Lithops hermetica fue descrita por  Desmond Thorne Cole, y publicado en Cactus & Co. 4: 158 2000.
Etimología
Lithops: nombre genérico que deriva de las palabras griegas: "lithos" (piedra) y "ops" (forma).
hermetica: epíteto latino que significa "hermética"
Sinonimia